# Topi Rönni
Topi Rönni (né le 5 mai 2004 à Hausjärvi en Finlande) est un joueur finlandais de hockey sur glace. Il évolue à la position d'attaquant.

## Biographie

### Carrière junior
Rönni commence sa carrière junior avec le Tappara en 2018-2019. Il dispute 42 matchs de saison régulière avec les moins de 16 ans, comptabilisant 48 points et en 6 rencontres de séries éliminatoires, il enregistre 7 points. Au terme de la saison, Tappara termine à la troisième place, remportant la médaille de bronze. La saison suivante, il joue 4 matchs avec les moins de 16 ans, pour un total de 4 points, puis 36 rencontres avec les moins de 18 ans où il inscrit 24 points.
En 2020-2021, il évolue avec les moins de 20 ans, il comptabilise 26 points en 39 matchs. La saison suivante, toujours avec les moins de 20 ans, il joue 30 rencontres pour 29 points.

### En club
Rönni commence sa carrière professionnelle avec le Tappara en Liiga, lors de la saison 2021-2022. Il dispute son premier match le 30 octobre 2021, lors d'une défaite 3-5 face au Jukurit. Il inscrit ses premiers points, deux passes, le 4 décembre 2021, lors d'une victoire 7-0 face au Ilves. Il marque ses deux premiers buts le 11 décembre 2021, lors d'une victoire 6-4 face au Kärpät Oulu.
Il joue un premier match dans la Ligue des champions le 17 novembre 2021, lors d'un match nul 2-2 face au Växjö Lakers, il y inscrit un but.
Le 10 janvier 2022, il est prêté au HPK, avec qui il joue un match le lendemain, une victoire 3-1 face au Jukurit.
Le 17 janvier 2022, il est prêté au KeuPa HT, une équipe évoluant dans la Mestis.  Il joue un match deux jours plus tard, une victoire 5-3 face au Kiekko-Vantaa, il obtient un but et une passe. Il revient après ce match jouer avec Tappara et termine la saison avec eux, étant sacré champion de la Liiga.
En prévision du repêchage de 2022, la centrale de recrutement de la LNH le classe au 31e rang des espoirs européens chez les patineurs.

### En équipe nationale
Rönni représente son pays, la Finlande depuis la saison 2019-2020, avec le contingent des moins de 16 ans. Il participe aux Jeux olympiques de la jeunesse en 2020. terminant à la 4e place.
Il prend part à la Coupe Hlinka-Gretzky en 2021. La Finlande se classant à la 4e place, perdant la petite finale face à la Suède sur le score de 3-4.
Il dispute le Championnat du monde moins de 18 ans en 2022. La Finlande se classant à la 3e place, battant la Tchéquie sur le score de 4-1 lors de la petite finale. Il est sélectionné pour le Festival olympique de la jeunesse européenne en 2022. La Finlande remporte la compétition.

## Statistiques

### En club
| Saison    | Équipe           | Ligue               |    | Saison régulière | Saison régulière | Saison régulière | Saison régulière | Saison régulière |   | Séries éliminatoires | Séries éliminatoires | Séries éliminatoires | Séries éliminatoires | Séries éliminatoires |
| Saison    | Équipe           | Ligue               | PJ | B                | A                | Pts              | Pun              | PJ               | B | A                    | Pts                  | Pun                  |                      |                      |
| 2018-2019 | Tappara - 16 ans | SM-sarja U16 Q      | 27 | 11               | 21               | 32               | 24               | -                | - | -                    | -                    | -                    |                      |                      |
| 2018-2019 | Tappara - 16 ans | SM-sarja U16        | 15 | 8                | 8                | 16               | 12               | 6                | 4 | 3                    | 7                    | 2                    |                      |                      |
| 2019-2020 | Tappara - 16 ans | SM-sarja U16        | 4  | 3                | 1                | 4                | 0                | -                | - | -                    | -                    | -                    |                      |                      |
| 2019-2020 | Tappara - 18 ans | SM-sarja U18        | 36 | 9                | 15               | 24               | 40               | -                | - | -                    | -                    | -                    |                      |                      |
| 2020-2021 | Tappara - 20 ans | SM-sarja U20        | 39 | 9                | 17               | 26               | 24               | 2                | 0 | 0                    | 0                    | 2                    |                      |                      |
| 2021-2022 | Tappara - 20 ans | SM-sarja U20        | 30 | 11               | 18               | 29               | 53               | 2                | 0 | 2                    | 2                    | 0                    |                      |                      |
| 2021-2022 | Tappara          | Liiga               | 19 | 2                | 2                | 4                | 2                | 2                | 0 | 0                    | 0                    | 0                    |                      |                      |
| 2021-2022 | HPK              | Liiga               | 1  | 0                | 0                | 0                | 0                | -                | - | -                    | -                    | -                    |                      |                      |
| 2021-2022 | KeuPa HT         | Mestis              | 1  | 1                | 1                | 2                | 2                | -                | - | -                    | -                    | -                    |                      |                      |
| 2021-2022 | Tappara          | Ligue des champions | 2  | 1                | 0                | 1                | 2                | -                | - | -                    | -                    | -                    |                      |                      |
| 2022-2023 | Tappara          | Liiga               | 22 | 2                | 3                | 5                | 2                | -                | - | -                    | -                    | -                    |                      |                      |
| 2022-2023 | Tappara - 20 ans | SM-sarja U20        | 7  | 2                | 8                | 10               | 4                | 12               | 5 | 10                   | 15                   | 6                    |                      |                      |

### En équipe nationale
| Année     | Équipe       | Compétition                                  |    | PJ | B  | A  | Pts | Pun       |  | Résultat |
| 2019-2020 | Finlande M16 | International                                | 15 | 2  | 8  | 10 | 51  |           |  |          |
| 2020      | Finlande M16 | Jeux olympiques de la jeunesse               | 4  | 1  | 0  | 1  | 41  | 4e place  |  |          |
| 2021      | Finlande M18 | Coupe Hlinka-Gretzky                         | 5  | 2  | 4  | 6  | 8   | 4e place  |  |          |
| 2022      | Finlande M18 | Championnat du monde moins de 18 ans         | 6  | 2  | 2  | 4  | 0   | 3e place  |  |          |
| 2022      | Finlande M18 | Festival olympique de la jeunesse européenne | 4  | 0  | 4  | 4  | 6   | 1re place |  |          |
| 2021-2022 | Finlande M18 | International                                | 19 | 5  | 15 | 20 | 16  |           |  |          |

## Trophées et honneurs personnels

### Championnat du monde moins de 18 ans
- 2021-2022 : médaille de bronze avec la Finlande.

### Festival olympique de la jeunesse européenne
- 2021-2022 : médaille d'or avec la Finlande.